# Polypodium multiflorum
Polypodium multiflorum là một loài dương xỉ trong họ Polypodiaceae. Loài này được Roth mô tả khoa học đầu tiên năm 1797.
Danh pháp khoa học của loài này chưa được làm sáng tỏ. 